# بلشویسم
بُلشِویسمیا بلشویک‌گرایی (به روسی: Большеви́зм) (در ترجمهٔ تحت‌اللفظی به معنای اکثریت، اشاره به جناح اکثریت حزب کارگران سوسیال دموکراتیک روسیه) یک اصطلاح ایدئولوژیک و تاریخی است که برای توصیف آموزه‌های عقیدتی و سیاسی لنین و تفسیر مارکسیسم انقلابی در شرایط روسیه به کار گرفته شده بود. در فلسفه سیاسی بلشویسم مطابقت دارد با ماتریالیسم دیالکتیک. بلشویسم در واقع خواستار تشکیل یک حزب متمرکز، منسجم و منظم برای ایجاد انقلاب اجتماعی، با هدف سرنگونی نظام سرمایه‌داری، به دست گرفتن قدرت و ایجاد نظام «دیکتاتوری پرولتاریا» است.
پس از جنگ جهانی دوم ، بلشویسم در متن درگیری شرق و غرب به عنوان یک پدیده سیاسی گم شد و این اصطلاح از اهمیت افتاد.
این اصطلاح پس از مرگ لنین جایش را به مارکسیسم-لنینیسم داد و به عنوان ایدوئولژی اصلی حزب کمونیست اتحاد جماهیر شوروی استفاده می‌شد.
همچنین برتراند راسل فیلسوف انگلیسی هم در این باره کتابی به نام بلشویسم از تئوری تا عمل تألیف کرده است.